# タルミ駅
タルミ駅（朝鮮語: 달미역）は、大韓民国京畿道安山市檀園区仙府洞にある、西海線の駅。 

## 歴史
- 2013年10月21日 - 事業用鉄道路線告示にて駅名を石水ゴル駅に決定[1]。
- 2018年
  - 4月6日 - 鉄道距離表告示にて駅名をタルミ駅に改称[2]。
  - 6月16日 - 西海線開業[3]。

## 駅構造
2面2線の相対式ホームを有する。

### のりば
| 上行 | ● 西海線 | 素砂方面 |
| 下行 | ● 西海線 | 元時方面 |

## 駅周辺
- 京一観光経営高等学校
- 石水小学校
- 仙府中学校
- 花井小学校
- 仙府3洞行政福祉センター

## 隣の駅
素砂元時線運営
●西海線　
始興陵谷駅 (S23) - タルミ駅 (S24) - 仙府駅 (S25)